# Most Mehmeda Paszy Sokolovicia
Most Mehmeda Paszy Sokolovicia (bośn. Most Mehmed-paše Sokolovića) – most na rzece Drinie w Višegradzie, w Republice Serbskiej, w Bośni i Hercegowinie. W roku 2007 został wpisany, jako drugi obiekt położony na terytorium tego państwa, na listę światowego dziedzictwa UNESCO.

## Historia
Most został zbudowany w XVI wieku według projektu tureckiego architekta Sinana na rozkaz wielkiego wezyra Mehmeda Paszy Sokolovicia. Liczy 179,5 metra długości i składa się z 11 łuków łączących przęsła, o długości od 11 do 15 metrów. Trzy spośród z nich zostały zniszczone podczas I wojny światowej, a 5 podczas II wojny światowej. Za każdym razem był jednak odbudowywany.
Obiekt jest tytułowym „bohaterem” powieści Most na Drinie (1945), uważanej za jedno z najważniejszych dzieł jugosłowiańskiego noblisty Ivo Andricia, który wychowywał się w Višegradzie.